# 5740 Toutoumi
5740 Toutoumi è un asteroide della fascia principale. Scoperto nel 1989, presenta un'orbita caratterizzata da un semiasse maggiore pari a 2,6275027 UA e da un'eccentricità di 0,1919841, inclinata di 13,53647° rispetto all'eclittica.